# Aetea longicollis
Aetea longicollis är en mossdjursart som först beskrevs av Jullien 1903.  Aetea longicollis ingår i släktet Aetea och familjen Aeteidae. Inga underarter finns listade i Catalogue of Life.